# أبراها لينكولن مارتينز
أبراها لينكولن مارتينز (14 يونيو 1983 في البرازيل – )؛ هو لاعب كرة قدم كان يلعب كمهاجم.

## وصلات خارجية
- أبراها لينكولن مارتينز على موقع رابطة كرة القدم اليابانية للمحترفين (اليابانية)
- أبراها لينكولن مارتينز على موقع قاعدة بيانات كرة القدم.إي يو (الإنجليزية)
- أبراها لينكولن مارتينز على موقع Soccerway.com (الإنجليزية)
- أبراها لينكولن مارتينز على موقع عالم كرة القدم.نت (الإنجليزية)